# Anis
Anis (in alfabeto arabo: أنيس) è un nome proprio di persona arabo maschile.

## Varianti
- Femminili: أنيسة (Anisa, Anissa)[2][4]

### Varianti in altre lingue
- Maschili: 
  - Bosniaco: Enes[1], Enis[1]
  - Turco: Enes[1], Enis[1]
- Femminili:
  - Albanese: Anisa[4]
  - Bosniaco: Enisa[4]
  - Indonesiano: Anisa[4], Annisa[4]
  - Inglese: Anissa[4]
  - Turco: Enise[4]

## Origine e diffusione
Riprende un vocabolo arabo che vuol dire "amico", "amichevole", "affabile", "socievole"; è quindi analogo, per significato, ad altri nomi quali Amico, Buddy, Emre, Khalil e Rut.
Nei paesi anglofoni è diffusa la forma femminile Anissa, resa celebre dall'attrice bambina Anissa Jones, che aveva origini libanesi; in alcuni casi però può costituire una semplice elaborazione di Anna.

## Persone
- Anis Ayari, calciatore tunisino
- Anis Boussaïdi, calciatore tunisino

### Variante Enis
- Enis Bardhi, calciatore macedone
- Enis Bunjaki, calciatore tedesco
- Enis Gavazaj, calciatore albanese
- Enis Nadarević, calciatore bosniaco

### Variante Enes
- Enes Demirović, calciatore bosniaco
- Enes Kanter, cestista turco
- Enes Ünal, calciatore turco

### Varianti femminili
- Anissa Daoud, attrice tunisina
- Anissa Jones, attrice statunitense
- Anisa Kospiri, modella albanese